# Mali (Guinea)
Mali – zur besseren Unterscheidung vom Staat Mali auch Mali-Ville genannt – ist ein Ort in Guinea mit etwa 5400 Einwohnern. Er ist Hauptort der Präfektur Mali und liegt etwa 110 km nördlich von Labé.
Mali liegt in 1440 m Meereshöhe und ist damit der höchstgelegene Ort Guineas. Wenige Kilometer nördlich davon liegt mit dem Mont Loura, der auf 1538 m hinaufreicht, der höchste Punkt des Berglandes Fouta Djallon. Infolgedessen sind die Temperaturen hier die niedrigsten des Landes, sie liegen zwischen 5 °C im Dezember und 28 °C im März. Gelegentlich fällt sogar etwas Schnee, zuletzt im Jahr 1951.
Es gibt in Mali weder eine Reparaturwerkstatt für Autos, noch eine Bank, Hotel oder Restaurant. Markttag ist der Sonntag.
Mali ist in ganz Guinea für hochwertige Stoffe bekannt. Sie sind ganz ohne chemische Zusatzstoffe hergestellt, gefärbt werden sie mit natürlichen Indigo.
Sehenswürdigkeit: Die Dame von Mali ist eine Felsformation, die in ganz Guinea berühmt ist.
Im Unterschied zu vielen anderen Naturformationen Afrikas gibt es keine Sage über ihren Ursprung. Man erzählt nur: „Gott schuf sie so, wie sie ist.“